# 장세걸

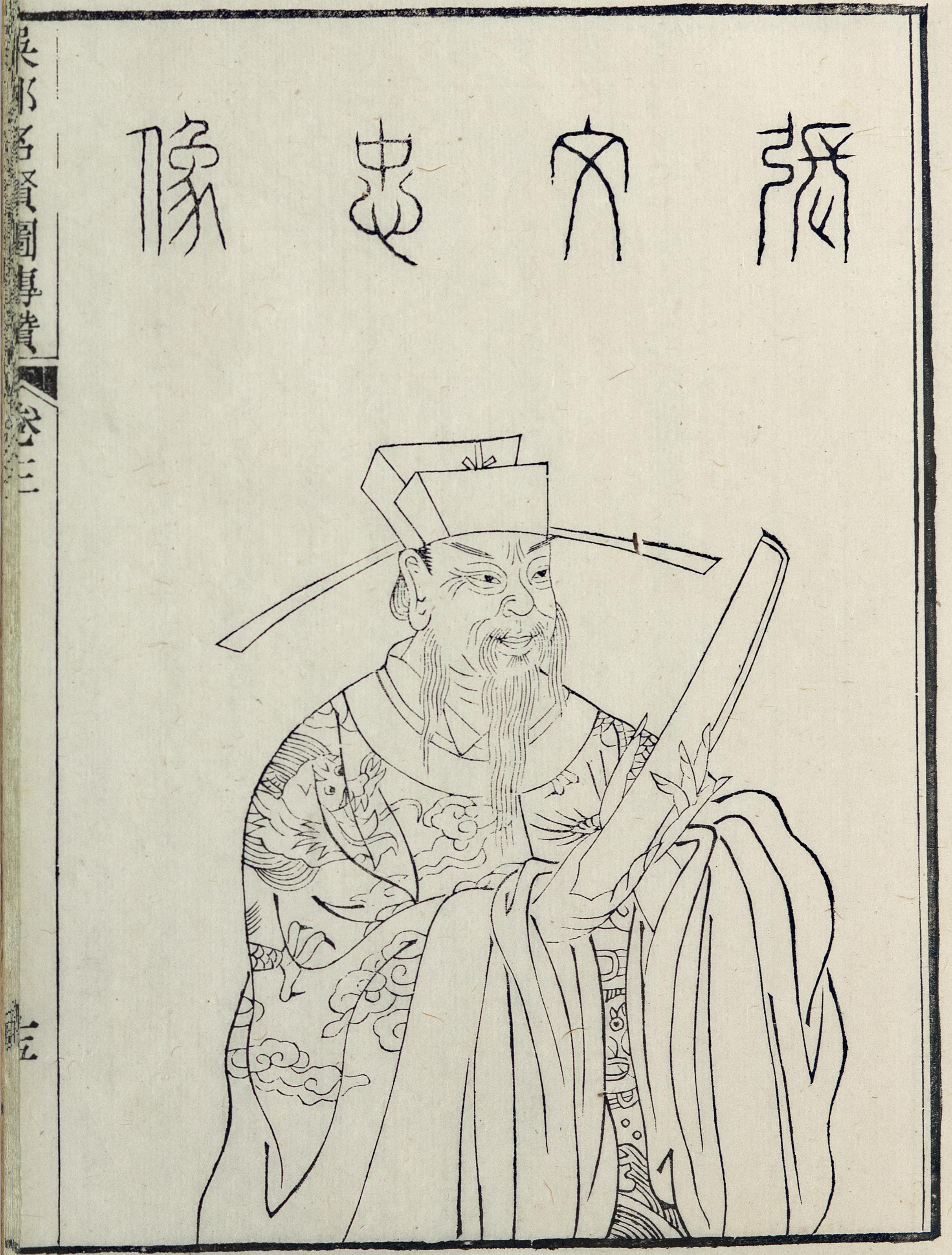
장세걸

장세걸(張世傑, 1202년 ~ 1279년)은 몽골의 정복전쟁 당시 활약한 남송의 제독이다. 육수부와 문천상과 더불어 송말3걸(宋末三傑)로 알려져 있다.
본래는 몽골 제국의 장수 장유(张柔) 휘하의 장수였으나 1234년 개봉을 지키다가 범죄를 저지르고 남송으로 도망쳤다. 이후 남송에서 관직 생활을 하게 된다.
1276년 원나라 쿠빌라이 칸의 침공으로 임안이 함락되고 남송 공제가 항복한 이후 남송의 수군을 지휘하게 되었으며 남송 단종을 옹립하고 남쪽으로 가서 저항을 계속한다. 1279년 애산 전투에서 항전을 이어나갔지만 남송 소제가 자결하였으며 장세걸은 원나라의 장수 장홍범에 맞서 해상 전투를 하다 태풍을 만나 해릉도 앞바다에서 익사하고 만다.